# 1568
1568 (MDLXVIII) je bilo prestopno leto, ki se je po julijanskem koledarju začelo na četrtek.

## Dogodki
- 2. maj - kraljica Škotske Mary I. pobegne iz gradu Loch Leven
- 16. maj - kraljica Mary I. pobegne v Anglijo
- 19. maj - angleška kraljica Elizabeta I. aretira škotsko kraljico Mary I.
- 29. september - švedskega kralja Erika XIV. na prestolu zamenja polbrat John III.
- 5. oktober - Viljem I. Oranski vdre v jugovzhodno Nizozemsko

## Rojstva
- 11. februar - Honoré d'Urfé, francoski pisatelj († 1625)
- 9. marec - Alojzij Gonzaga, italijanski jezuit in svetnik († 1591)
- april - Papež Urban VIII. († 1644)
- 3. september - Adriano Banchieri, italijanski skladatelj († 1634)
- 5. september - Tommaso Campanella, italijasnki teolog in pesnik († 1639)
- 2. oktober - Marin Getaldić, hrvaški matematik, fizik, astronom († 1626)
- neznani datum
  - Nikolaus Ager, francoski botanik († 1634)
  - Barnabe Barnes, angleški pesnik († 1609)
  - Luisa Carvajal y Mendoza, španska verska voditeljica († 1614)
  - Nakagawa Hidemasa, japonski vojskovodja († 1592)
  - Fernando de Alva Cortés Ixtlilxochitl, mehiški zgodovinar (†1648)
  - Gervase Markham, angleški pisatelj in pesnik († 1637)
  - Henry Wotton, angleški avtor in diplomat († 1639)

## Smrti
- 20. januar - Myles Coverdale, angleški prevajalec biblije (* 1488)
- 21. januar - Amato Lusitano, portugalski zdravnik (* 1511)
- 26. januar - Lady Catherine Grey, baronesa Hertforda (* 1539)
- 20. marec - vojvoda Albert Pruski (* 1490)
- 3. junij - Andrés de Urdaneta, španski menih (* 1498)
- 7. julij - William Turner, britanski ornitolog in botanik (* 1508)
- 19. avgust - Peter Mlajši, vlaški knez (* 1546)
- september - Jöran Persson, švedski politik (* 1530)
- 14. oktober - Jacques Arcadelt, flamski skladatelj (* 1504)
- 28. oktober - Ašikaga Jošihide, japonski šogun (* 1538)
- neznan datum
  - Henry Sutton Dudley, angleški vojak in pomorščak (* 1517)
  - Aben Humeya, zadnji neodvisni kralj Granade (* 1520)
  - Antoine Héroet, francoski pesnik
  - Yan Song, kitajski ministrski predsednik (* 1481)